# Deep Waters
Ne doit pas être confondu avec Deep Water.
Pour plus de détails, voir Fiche technique et Distribution.
Deep Waters est un film américain réalisé par Henry King, sorti en 1948.

## Synopsis
(avril 2021).
Le contenu est difficilement compréhensible vu les erreurs de traduction, qui sont peut-être dues à l'utilisation d'un logiciel de traduction automatique.
Ann Freeman, assistante sociale dans le Maine, rompt ses fiançailles avec Hod Stillwell parce qu'il a abandonné ses études d'architecture pour devenir pêcheur et qu'elle refuse de passer sa vie à s'inquiéter pour lui. Au même moment, elle convainc son amie Mary McKay d'accueillir un orphelin de 11 ans, Donny Mitchell, dont le père et l'oncle sont morts en mer. Toujours attiré par la mer, Donny s'est enfui à plusieurs reprises. Ann espère que Mary apportera un peu de discipline dans sa vie.
Le lendemain, Donny rencontre Hod au cours d'une chasse et se lie d'amitié avec lui. Peu de temps après, Hod, rentrant d'une pêche avec son équipier Joe Sanger, découvre Donny au milieu de ses homards, que le garçon voulait voler, sans savoir qu'ils appartenaient à Hod et Joe. Hod lui fait la leçon et le ramène à Mary, en lui suggérant de laisser Donny travailler pour lui sur son bateau le samedi. Elle accepte et Donny est très heureux en mer. Il attrape même un gros poisson (un flétan) qui lui rapporte 5,75 $. Cela inquiète Ann, pour qui la mer est un danger. Elle menace de placer le garçon dans une famille à l'intérieur des terres si Hod permet à Donny de reprendre la mer. À contrecœur, Hod suit le conseil d'Ann et annonce à Donny qu'il ne pourront plus travailler ensemble.
Se sentant trahi et rejeté par Hod, Donny se tient sur la jetée et regarde le bateau partir sans lui. Il vole un appareil photo et le revend dans une boutique d'occasion pour fuir loin de chez lui et reprendre la mer tout seul. Mais son embarcation se retrouve prise dans une terrible tempête. Il est sauvé par l'intervention de Hod et Joe. Réalisant qu'elle ne peut pas interdire à Donny d'aller en mer, Ann lui permet de retourner travailler pour Hod.
Ravi, Donny rentre à la maison pour annoncer la bonne nouvelle à Ann et Mary, mais l'y attendent le shérif et le propriétaire de la boutique d'occasion à qui Donny a vendu l'appareil photo volé. Honteux, Donny avoue le vol et supplie Ann et Mary de ne pas dire à Hod qu'il est renvoyé dans maison de redressement, craignant que Hod ne veuille plus le voir.
Hod demande à Ann où se trouve Donny. Ann ne le lui dit pas. Hod commence à enquêter et découvre que Donny est dans une maison de redressement. Ne voulant pas laisser Donny dans cette situation, Hod demande à adopter Donny. Donny refuse d'abord, car il est trop honteux de ce qu'il a fait. Cependant, quand il comprend que Hod n'a rien contre lui, il accepte et rentre chez lui entouré de Hod et Ann.

## Fiche technique
- Titre original : Deep Waters
- Réalisation : Henry King
- Scénario : Richard Murphy, d'après le roman Spoonhandle de Ruth Moore
- Direction artistique : Lyle Wheeler, George Davis (directeur artistique)
- Décors : Thomas Little
- Costumes : Charles Le Maire
- Photographie : Joseph LaShelle
- Son : Bernard Freericks, Roger Heman (en)
- Montage : Barbara McLean
- Musique : Cyril J. Mockridge
- Production : Samuel G. Engel
- Société de production : 20th Century Studios
- Société de distribution : 20th Century Studios
- Pays de production :  États-Unis
- Langue : anglais
- Format : noir et blanc – 35 mm – 1,37:1 – mono (Western Electric Recording)
- Genre : drame
- Durée : 85 minutes
- Date de sortie :
  - États-Unis : 22 juillet 1948 (New York)

## Distribution
- Dana Andrews : Hod Stillwell
- Jean Peters : Ann Freeman
- Cesar Romero : Joe Sangor
- Dean Stockwell : Donny Mitchell
- Anne Revere : Mary McKay
- Ed Begley : Josh Hovey